# 朱祐橓
涇簡王朱祐橓（1485年3月31日—1537年7月10日），明憲宗第十二子、母恭妃楊氏。弘治四年（1491年）受封涇王。弘治十五年（1502年）就藩沂州，嘉靖十六年（1537年）去世，諡涇簡王，其子未封而卒，涇國封除。
王妃曹氏（1484年8月28日—1530年8月26日），是東城兵馬指揮曹鉉與莊氏的長女。